# Pteromalidae
Gli Pteromalidi (Pteromalidae Dalman, 1820) costituiscono una vasta famiglia di insetti (Hymenoptera Chalcidoidea) comprendente soprattutto specie parassitoidi di altri insetti.

## Generalità
La famiglia è uno dei più vasti ed eterogenei raggruppamenti nell'ambito dei Calcidoidei, con molti elementi morfologici condivisi con membri di altre famiglie e, quindi, non sempre di facile determinazione. Si tratta in effetti di un raggruppamento artificiale, in quanto parafiletico, impostato su elementi esclusivamente morfologici che escludono l'inserimento dei membri in altre famiglie. L'unico elemento morfologico distintivo e comune a tutti gli Pteromalidi è rappresentato dai tarsi formati da 5 articoli, carattere non riscontrato in nessun'altra famiglia di Calcidoidi.

## Descrizione
Il corpo ha dimensioni estremamente variabili, da minimi di 1 mm a massimi di 5 cm (compreso l'ovopositore, ma nella maggior parte delle specie è di 2–4 mm, talvolta compresso in senso dorso-ventrale. Frequentemente ha colori metallici (blu o verde), spesso molto intensi, più raramente è di colore nerastro oppure con macchie gialle.
Il capo ha antenne di 8-13 articoli compresi 2-3 anelli e spesso reca sculture reticolate o punteggiate. Il torace reca anch'esso sculture, generalmente punteggiate. I notauli sono talvolta completi, ma nella maggior parte dei Pteromalidi sono incompleti. L'addome è in genere visibilmente peziolato.
Le zampe possono avere in alcune specie i femori ingrossati (solo nelle posteriori o anche quelle anteriori) e percorsi ventralmente da una fila di denti. Le tibie sono diritte o meno frequentemente arcuate. Il carattere morfologico più uniforme nell'intera famiglia è il numero di 5 articoli nei tarsi.
Le ali anteriori sono generalmente ben sviluppate e hanno la vena marginale relativamente lunga. La vena postmarginale e quella stigmale sono anch'esse ben sviluppate in lunghezza, ma in alcune specie possono essere piuttosto brevi.

## Biologia
La famiglia degli Pteromalidi si presenta eterogenea anche in relazione al comportamento biologico. In generale i Pteromalidi sono entomofagi obbligati, in alcuni casi facoltativi e secondariamente fitofagi. Nella maggior parte delle specie le larve degli Pteromalidi si comportano come parassitoidi ectofagi a spese di larve e pupe di altri insetti (Lepidotteri, Coleotteri, Ditteri, Imenotteri, Rincoti, ecc.). Sono attaccati insetti con vari regimi alimentari come xilofagi, fillominatori, carpofagi, galligeni, ecc. Gli ectoparassiti possono essere solitari o gregari.
I parassitoidi di insetti galligeni possono comportarsi come parassiti facoltativi in quanto possono nutrirsi a spese dell'ospite presente nella galla oppure a spese dei tessuti vegetali della stessa galla. Gli ectoparassiti che si sviluppano a spese di pupe di Ditteri il parassitoide si sviluppa all'interno del pupario dell'ospite.
Numerose specie sono endoparassiti, altre si comportano come predatori oofagi o, più raramente, di stadi preimmaginali. Vi sono infine, anche se in numero molto limitato, specie che si comportano come iperparassiti obbligati e attaccano Afelinidi e Braconidi Afidiini che parassitizzano Afidi.

## Sistematica e filogenesi
La sistematica interna degli Pteromalidi è in corso di revisione in quanto molte delle specie e dei generi descritti in passato sono in realtà espressioni dello stesso taxon. La stessa suddivisione in sottofamiglie è oggetto di discussioni, soprattutto in relazione al fatto che gli Pteromalidi sono un raggruppamento parafiletico. Il numero di specie ammonterebbe a 3400-3500, con circa 600 generi, ma tali numeri sono ancora oggetto di revisione. Il Natural History Museum  cita le seguenti sottofamiglie:
- Asaphinae
- Austrosystasinae
- Austroterobiinae
- Ceinae
- Cerocephalinae
- Chromeurytominae
- Cleonyminae
- Coelocybinae
- Colotrechninae
- Cratominae
- Diparinae
- Ditropinotellinae
- Elatoidinae
- Erotolepsiinae
- Eunotinae

- Eutrichosomatinae
- Herbertiinae
- Keiraninae
- Leptofoeninae
- Louriciinae
- Macromesinae
- Miscogasterinae
- Nefoeninae
- Neodiparinae
- Ormocerinae
- Panstenoninae
- Parasaphodinae
- Pireninae
- Pteromalinae
- Spalangiinae